# Fausto Gambardella
Fausto Gambardella (Napoli, 19 dicembre 1868 – Venezia, 12 marzo 1953) è stato un militare e politico italiano.

## Biografia
Ammesso all'Accademia militare di Modena nel 1887, l'anno successivo si rafferma per sei anni ed è guardiamarina nel corpo dello Stato maggiore generale della Regia marina. Imbarcato per la prima volta il 1º luglio 1888 sulla corazzata Vittorio Emanuele. Tra il 1890 e il 1896 fa parte del 1º e del 2º dipartimento marittimo. Nel biennio 1905-1907 viene comandato al Ministero della marina, e per un breve periodo è capo di Stato maggiore del dipartimento marittimo di Venezia.
Nel periodo della prima guerra mondiale, giunto nel frattempo Capitano di vascello, comanda il servizio operativo interforze a La Spezia, dove riceve una medaglia d'argento e una medaglia di bronzo.
Nel dopoguerra, nel biennio 1919-1920, si imbarca sull'Incrociatore corazzato San Giorgio e fa parte del corpo di occupazione dell'Albania. È in seguito comandante della difesa militare marittima a La Spezia e del comando militare marittimo di Taranto. Torna quindi in forza al Ministero della marina, a capo delle direzioni generali di artiglieria e Armi e armamenti navali. È stato anche vice-presidente del Consiglio superiore di marina.

## Carriera
- 28 giugno 1890, Guardiamarina
- 23 luglio 1891, Sottotenente di vascello
- 22 luglio 1894, Tenente di vascello
- 1º luglio 1908, Capitano di corvetta
- 18 settembre 1911, Capitano di fregata
- 18 maggio 1916, Capitano di vascello
- 19 settembre 1921, Sottoammiraglio
- 15 marzo 1923, Contrammiraglio
- 6 dicembre 1923, Contrammiraglio di divisione
- 16 settembre 1926, Ammiraglio di divisione
- 21 dicembre 1926, Ammiraglio di squadra